# Genoeg (tijdschrift)
Genoeg is een onafhankelijk Nederlands tijdschrift, opgericht in maart 1997. Sinds 2013 verschijnt het eens per kwartaal, voordien eens per twee maanden.

## Geschiedenis
Genoeg is voortgekomen uit de Vrekkenkrant, die in 1992 was opgezet door Rob van Eeden en zijn echtgenote Hanneke van Veen. Daarbij werden zij geïnspireerd door auteurs als de Amerikaanse Amy Dacyczyn, uitgever en auteur van de Tightwad Gazette, en Joe Dominguez & Vicky Robin, auteurs van Your Money or Your Life, die beschreven hoe zij grip op hun leven kregen door het verkrijgen van controle over hun geld.
De eerste Genoeg, met als onderschrift "Non-glossy magazine voor minima en maxima", verscheen in maart 1997, had 32 pagina's en was gedrukt op het goedkope lichtroze krantenpapier waarop ook de Staatscourant werd afgedrukt. Sindsdien is hij uitgegroeid tot een fullcolor magazine van 56 pagina's. Begin 2014 had hij een oplage van tienduizend, en vijfduizend abonnees. Naast het blad is er een website en een boekenserie: de Genoegreeks. Bovendien is Genoeg actief op diverse sociale media.

## Inhoud
De doelgroep van Genoeg is naar eigen zeggen 'iedereen die meer wil doen met minder'. De inhoud gaat over duurzaam leven, met minder spullen, meer kwaliteit, minder gedoe en meer rust. Het blad volgt ontwikkelingen in de maatschappij en in verschillende takken van wetenschap, en besteedt aandacht aan politiek en filosofie. Het accent ligt op bewust kiezen, met oog voor het milieu en zonder verspilling.
Het blad biedt inspiratie en praktische informatie voor een creatiever leven met minder geld. Samen met de website fungeert het ook als een forum voor mensen die om welke reden dan ook een eenvoudig leven willen leiden.
De redactie van Genoeg onderhoudt contact met verwante bewegingen elders, zoals de Simple Living Movement in de Verenigde Staten. De oudste en nog steeds een van de meest beroemde voorlopers in druk van alle eenvoudig-levenbewegingen is het boek Walden, or Life in the Woods van de schrijver en filosoof Henry David Thoreau (1854), dat beschrijft hoe men een eenvoudig leven in het bos kan leiden, afgezonderd van de 'beschaafde' samenleving. Genoeg borduurt in zekere zin voort op zijn denkbeelden.

## Hoofdredacteuren
- Hanneke van Veen (1997 - 1998)
- Lisette Thooft (1998 - 2004)
- Jeanine Schreurs (2004 - 2008)
- Mar Oomen (2008 - 2013)
- Heleen van der Sanden (2013 - 2022)
- Frieda Pruim (2023 - 2025)
- Resi Lankester (2025 tot heden)

## Bekende medewerkers
- Herman Pieter de Boer
- Marieke Henselmans
- Adriaan Hiele
- Jan Juffermans
- Micky Otterspoor
- Erica Verdegaal